# 良加納特斯國家公園
良加納特斯國家公園（西班牙語：Parque Nacional Llanganates）是厄瓜多爾的國家公園，位於該國中南部，属于納波省，始建於1996年1月18日，距離首府特納約50公里，面積2,197平方公里。

## 外部連結
- www.birdlife.org / List of birds in the Llanganates National Park（西班牙文）
- / Attractions of the Llanganates (Spanish)